# Ramón Fernández-Rañada
Ramón Fernández-Rañada Menéndez de Luarca (Oviedo, 1943 - Oviedo, 19 de febrero de 2024) fue un arquitecto y urbanista español. Está considerado uno de los urbanistas de Asturias de mayor relevancia por su gran número de trabajos en la región entre los 1980 y los 2000.

## Biografía
Nació en Oviedo (Asturias) en 1943. Era hermano del prestigioso físico Antonio Fernández-Rañada Menéndez de Luarca (1932-2022) y se casó con María Elena Lobato de Blas.
Se matriculó en 1962 en arquitectura por la Escuela Técnica Superior de Arquitectura de Madrid y también cursó estudios de Filosofía (sin acabar) y Sociología (siendo alumno de Tierno Galván). Posteriormente, completaría su formación en Glasgow y en Roma, especializándose en urbanismo y en restauración de monumentos. En pleno tardofranquismo se implicó en el movimiento estudiantil antifranquista, colaborando en el Sindicato Democrático de Estudiantes a partir de 1963. Fue el presidente de la Junta Democrática en Asturias y de la consiguiente "platajunta".En 1971 entró a formar parte del colectivo ecologista Asociación Asturiana de Amigos de la Naturaleza (ANA).
A partir de 1977, con la transición, se desvinculó de la política activa y se centró en su carrera profesional, con una breve escala en Liverpool.

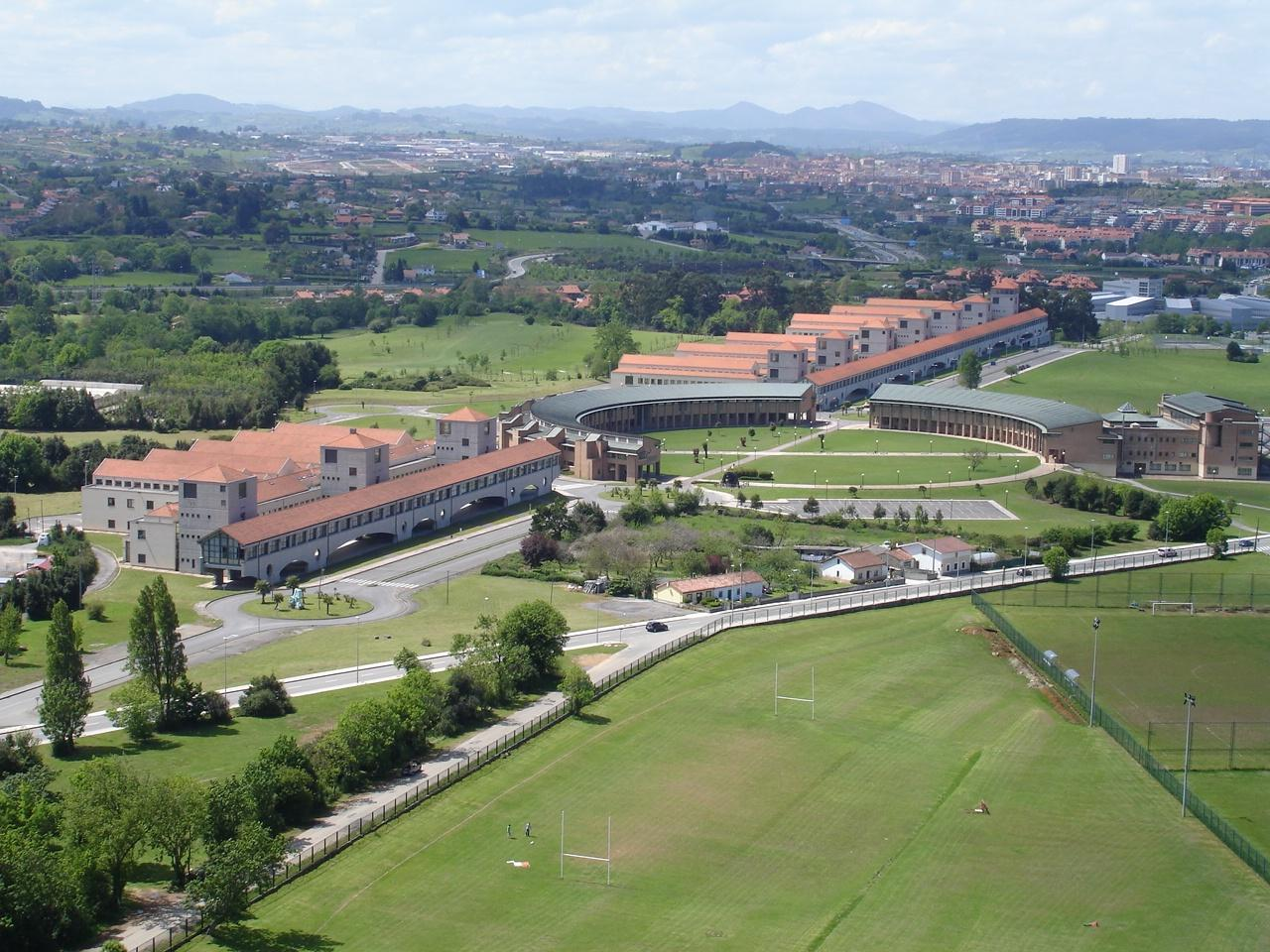
Campus de Gijón. Rañada participaría en el planteamiento urbanístico (1988) y en el diseño de los edificios (1991)

En 1981 el Ayuntamiento de Gijón, liderado por José Manuel Palacio, sacó a concurso la redacción del primer Plan General de Ordenación de la ciudad. Rañada y sus compañeros ganan el concurso y comienzan a redactar el PGO. Se encontraron con el urbanismo gijonés del desarrollismo, calificado por el propio Rañada como "Sodoma y Gomorra". Entregaron el documento en 1983, aunque no fue aprobado hasta 1986. El propio Rañada participaría en la elaboración de los distintos planes especiales que recogía el PGO, como el Campus de Gijón (1988) o el desarrollo del barrio de Montevil. También lideraría una revisión del PGO de 1986 aprobada en 1999.
Fernández-Rañada desarrollaría además el PGO de los concejos de Siero (1984-1988), Cabranes, Sariego, Riosa (2004) o Nava (2005). También haría el campus y barrio de El Milán en Oviedo, proyecto aprobado en 1987. Se desempeñaría de sobremanera a nivel regional al configurar el Plan Territorial Especial de Ordenación del Litoral Asturiano (POLA), aprobado en 2004. Este documento, de sensibilidad paisajística, recibió el Premio Europeo de Urbanismo en 2006.También configuraría planes especiales encaminados a la preservación de la costa asturiana, como la ría de Villaviciosa o el litoral de Valdés.
Su última gran obra sería el Plan Territorial Especial del Suelo No Urbanizable de Costas de Asturias (PESC) de 2016, galardonado con el primer Premio de Urbanismo Español de 2017.
Falleció en Oviedo el 19 de febrero de 2024 y su funeral ocurrió en la basílica de San Juan el Real de la ciudad.